# Target Center
El Target Center és un pavelló esportiu localitzat al centre urbà de Minneapolis, Minnesota, patrocinat per la Target Corporation. El Target Center compta amb 20.500 seients de capacitat per a bàsquet, 17.500 per a hoquei i de 13.000–19.500 per a concerts. El recinte també ha servit d'amfitrió en el torneig estatal d'instituts a Minnesota. En l'estadi juguen els Minnesota Timberwolves, de l'NBA i les Minnesota Lynx de la WNBA.

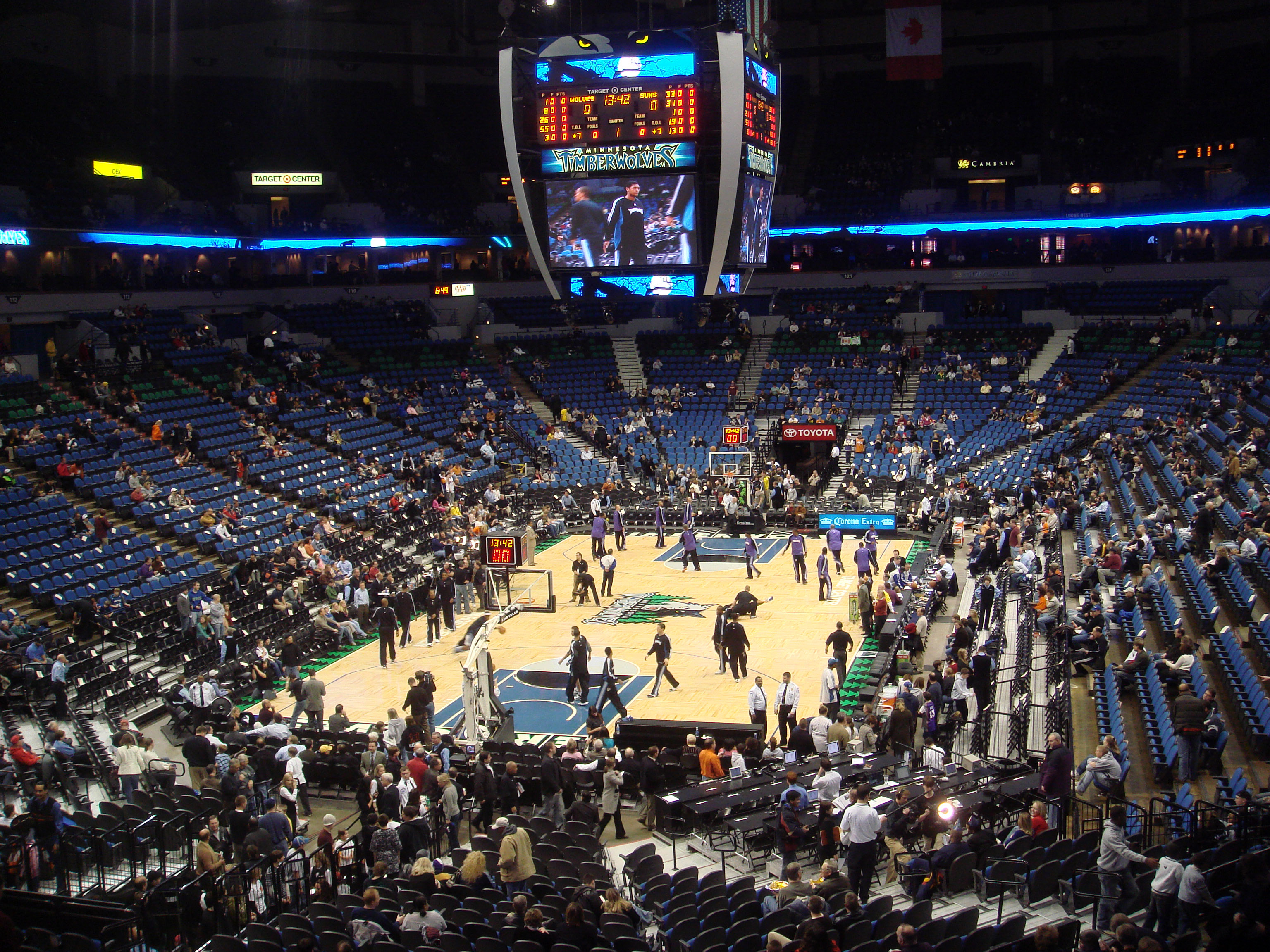
Final d'un partit de bàsquet en què els Minnesota Timberwolves jugaven en aquest pavelló esportiu.